# Paulding (Mississippi)
Paulding település az Amerikai Egyesült Államok Mississippi államában, Jasper megyében, melynek megyeszékhelye is. 

## Népesség
A település népességének változása: